# IC 1368
IC 1368 ist eine Spiralgalaxie vom Hubble-Typ Sa im Sternbild Aquarius auf der Ekliptik. Sie ist schätzungsweise 182 Millionen Lichtjahre von der Milchstraße entfernt.
Das Objekt wurde am 28. September 1891 von Edward D. Swift entdeckt.